# Волк и овцы

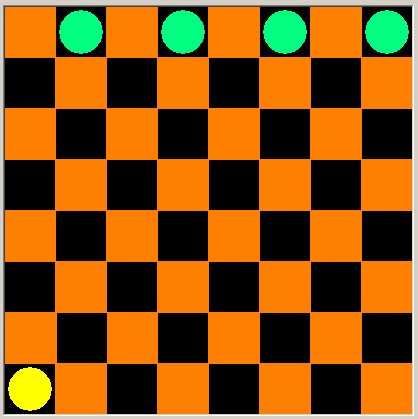
«Овца и волки»: одна из возможных стартовых позиций

«Овца и волки» — это традиционная настольная шашечная игра для двух игроков. У одного из них одна белая шашка («овца»), у другого — четыре чёрных («волки»).
Игра идёт на шахматной доске (только по темным клеткам), шашки могут ходить по диагонали на ближайшую незанятую клетку — волки только вперед, овца вперёд и назад. В начале игры овца и волки расставлены по краям доски друг против друга, овца ходит первой.
Цель овцы — дойти до противоположного края доски, в этом случае она выиграла партию. Волки выигрывают, если им удаётся окружить овцу или прижать её к краю, так что она не может больше ходить.